# Cube parfait
En mathématiques, un cube parfait (un cube s'il n'y a pas ambiguïté) est le cube d'un entier naturel. 

Le cube de l'entier {\displaystyle n}, généralement noté {\displaystyle n^{3}}, est obtenu en multipliant {\displaystyle n} deux fois par lui même :   
Les cubes parfaits constituent la suite A000578 de l'OEIS, dont les premiers éléments sont :
| Puissance | 03 | 13 | 23 | 3  | 43 | 53  | 63  | 73  | 83  | 93  | 103  | 113  | 123  | 133  | 143  | 153  | 163  |
| Résultat  | 0  | 1  | 8  | 27 | 64 | 125 | 216 | 343 | 512 | 729 | 1000 | 1331 | 1728 | 2197 | 2744 | 3375 | 4096 |

Un nombre cubique, défini comme un cube parfait non nul, peut être associé à l'objet géométrique cube et à son volume.

## Propriétés
Les mathématiciens se sont beaucoup intéressés aux propriétés relatives aux nombres cubiques. Certaines de ces propriétés sont mentionnées dans la suite de ce chapitre :
- 1. Le produit de deux nombres cubiques est un nombre cubique.

- 2. a ≠ 0 ; {\displaystyle a} est un nombre cubique si, et seulement si, tous les exposants dans sa décomposition en produit de facteurs premiers sont multiples de {\displaystyle 3}.

- 3. ab ≠ 0 ; si ab est un cube parfait et si a et b sont premiers entre eux, alors a et b sont aussi des cubes parfaits.  Attention, ne pas oublier la seconde condition : par exemple 9×3 = 33, mais 9 et 3 ne sont pas premiers entre eux et ne sont pas des cubes parfaits.

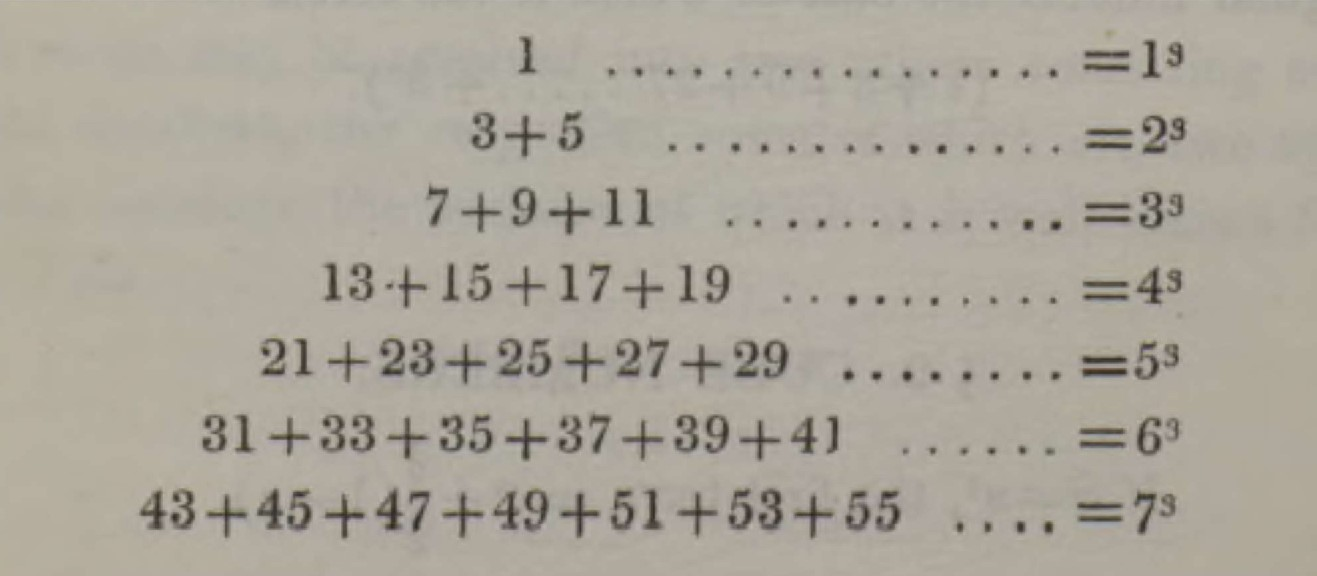

- 4. Pour tout {\displaystyle a} entier naturel non nul, {\displaystyle a^{3}} est la somme des {\displaystyle a} entiers impairs les plus proches de {\displaystyle a^{2}}.  La découverte de cette propriété, illustrée ci-contre par une figure  pyramidale extraite des travaux du mathématicien  Charles Wheatstone[3], remonterait à d'Adhémar et Cauchy[4].

- 5.  La somme des n premiers nombres cubiques est égale au carré du n-ième nombre triangulaire, et donc également au carré de la somme des {\displaystyle n} premiers entiers :

{\displaystyle \sum _{i=1}^{n}i^{3}=1^{3}+2^{3}+3^{3}+\cdots +n^{3}=\left({n(n+1) \over 2}\right)^{2}=\left(\sum _{i=1}^{n}i\right)^{2}}

- 6. Il n'existe pas pour les nombres cubiques d'identité similaire à celle des triplets pythagoriciens pour les nombres carrés. En effet, une preuve élémentaire, amorcée par Euler, montre qu'il n'y a aucune solution non triviale à {\displaystyle a^{3}+b^{3}=c^{3}} avec {\displaystyle a}, {\displaystyle b} et {\displaystyle c} entiers naturels (c'est un cas particulier du théorème de Fermat-Wiles).

- 7. Il existe une infinité de nombres cubiques qui sont égaux à la somme de trois autres nombres cubiques. L'exemple le plus célèbre est 33 + 43 + 53 = 63 (nombre de Platon) . La formule due à Srinivasa Ramanujan prouve cette affirmation et permet de construire des nombres cubiques possédant cette propriété à partir de couples d'entiers naturels {\displaystyle a}, {\displaystyle b} [5]:

{\displaystyle (3a^{2}+5ab-5b^{2})^{3}+(4a^{2}-4ab+6b^{2})^{3}+(5a^{2}-5ab-3b^{2})^{3}=(6a^{2}-4ab+4b^{2})^{3}}
- 8. Tout entier {\displaystyle \geqslant 1} est somme d'au plus 9 nombres cubiques, le plus petit requérant 9 nombres cubiques est {\displaystyle 23=2\times 8+7\times 1} (problème de Waring). La liste des plus petits nombres de nombres cubiques requis dans la décomposition des entiers, tous inférieurs ou égaux à 9, est donnée par la suite A002376 de l'OEIS. Depuis 2015, on sait qu'à partir de 455, tout entier est somme d'au plus 7 nombres cubiques[6].

## Nombre cubique et géométrie

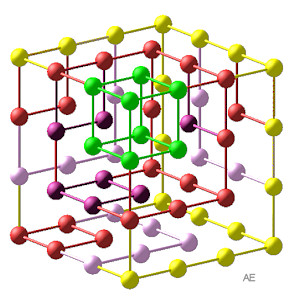
Construction du quatrième nombre cubique.

Un nombre cubique est un nombre figuré polyédrique (donc entier strictement positif) qui peut être représenté géométriquement par un cube. Par exemple, 8 est un nombre cubique puisqu'il peut être représenté par un cube de 2 × 2 × 2 points. Les nombres cubiques sont donc exactement les cubes parfaits strictement positifs, le n-ième étant {\displaystyle n}3.
On obtient {\displaystyle C_{n}} à partir de la relation : {\displaystyle C_{n}-C_{n-1}=(S-1)+(A-d)(n-2)+(F-d)(P_{k,n}-k(n-1))}
où {\displaystyle S=8,A=12,F=6} sont les nombres de sommets, arêtes et faces du dodécaèdre, {\displaystyle \{k,d\}=\{4,3\}} son symbole de Schläfli : {nombre d'arêtes par face, nombre d'arêtes (et aussi de faces) par sommet} et {\displaystyle P_{k,n}} le nombre k-gonal d'ordre {\displaystyle n} .
On obtient donc {\displaystyle C_{n}-C_{n-1}=(8-1)+(12-3)(n-2)+(6-3)(n^{2}-4(n-1))=3n^{2}-3n+1=n^{3}-(n-1)^{3}}.
D'où {\displaystyle C_{n}=n^{3}}.

## Cubes parfaits dans le monde réel

### Cristallographie

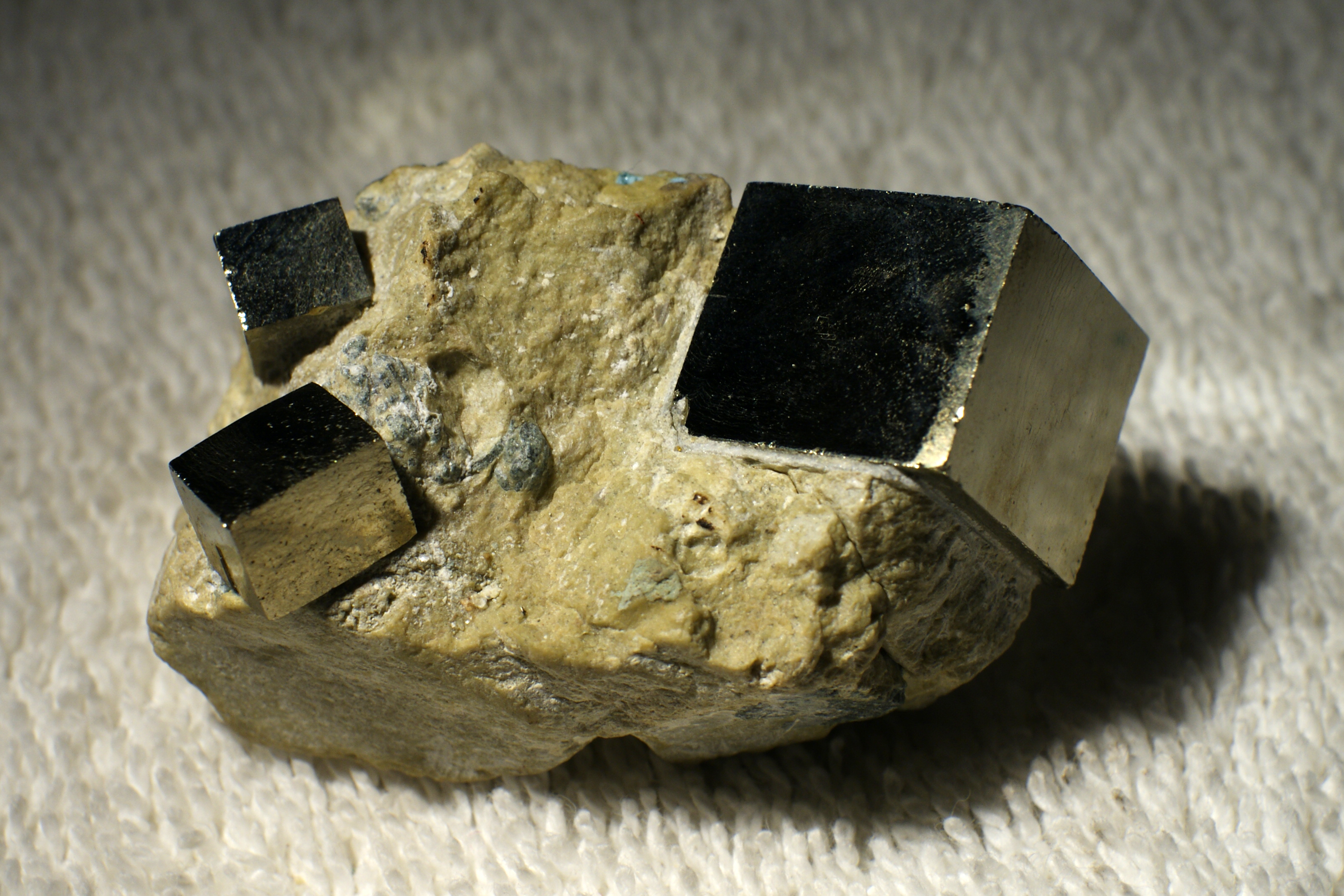
Bloc de roche contenant trois cristaux de pyrite (FeS_{2}). La structure cristalline de la pyrite est cubique à faces centrées.

Les cubes parfaits sont présents dans la nature, notamment dans la structure cristalline de certains éléments. La maille constitutive de ces éléments est un cube, qui peut être centré ou même à faces centrées, et la structure de l'élément est constituée par l'association de ces mailles élémentaires, pouvant former des cristaux cubiques contenant un très grand nombre d'atomes. Parmi les éléments ainsi constitués, on peut citer:
- structure cubique simple : polonium ;
- structure cubique centrée : fer, chrome, tungstène, etc ;
- structure cubique à faces centrées : aluminium, cuivre, or, argent, etc.

### Objets manufacturés

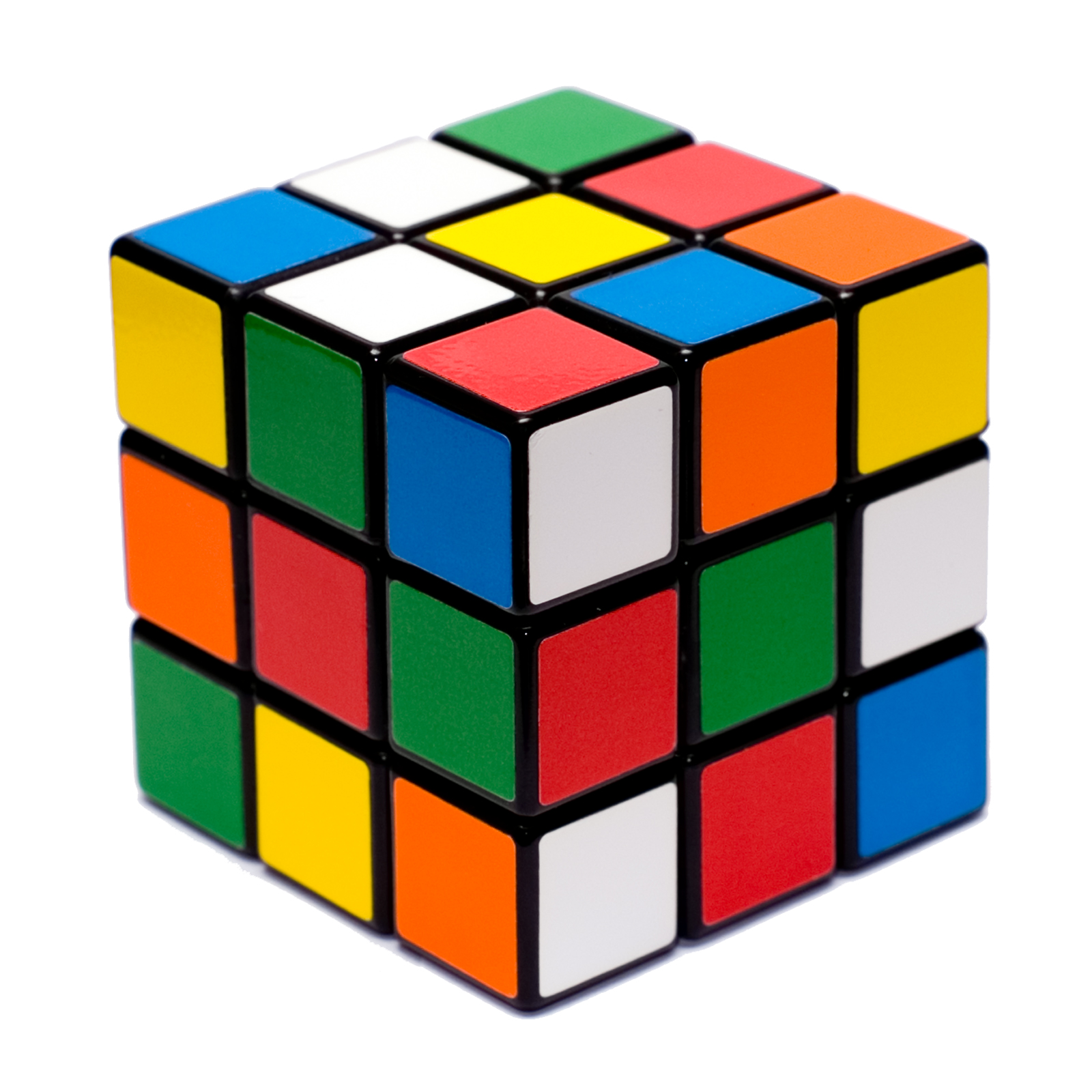
Rubik's Cube 3x3x3 mélangé.

Les cubes parfaits pouvant être représentés par des objets physiques, ils sont présents dans une grande variété de réalisations humaines. En particulier, de très nombreux jeux utilisent des dés cubiques, dont les six faces sont généralement numérotées de 1 à 6. Nombreux également sont les jeux destinés à la première enfance utilisant des cubes pouvant s'empiler, s'emboîter ou être accolés pour créer diverses configurations, y compris pour créer des cubes de plus en plus grands : 2x2x2 avec 8 cubes unitaires, 3x3x3 avec 27 cubes unitaires, etc. Et le célèbre Rubik's Cube, décliné en de multiples variantes depuis sa création en 1974, se présente, dans sa forme originelle, comme un cube parfait de 3x3x3.

#### Concernant les cubes
- cube (algèbre)
- Nombre cubique centré
- Somme de trois cubes
- Nombre de Hardy-Ramanujan, Nombre taxicab et Nombre cabtaxi
- Nombre de Platon
- Constante d'Apéry

#### Concernant d'autres puissances
- Carré parfait
- Puissance quatrième parfaite
- Puissance parfaite
- Conjecture d'Euler
- Problème de Waring

#### Autres
- Décomposition en produit de facteurs premiers
- Identité remarquable
- Algèbre polynomiale